# Турган Олександра Олександрівна
Олександра Олександрівна Турган (рос. Турган Александра Александровна) — радянська акторка, російська журналістка і фотографка.

## Біографія
Олександра Турган народилася 2 липня 1953 року в родині журналістки Олени Онуфріївни Турган. Олександра Турган — онука відомої української й російської поетеси і журналістки Раїси Львівни Троянкер. У 1977 році закінчила школу-студію МХАТ (курс В. П. Маркова). З 1978 року до 1991 року працювала в московському театрі «Современник». Грала в спектаклях «Монумент», «Провінційні анекдоти», «Фантазії Фарятьева», «Дванадцята ніч», «Ешелон» і в знаменитому дипломному спектаклі Алли Покровської «П'ята колона». З 1991 року живе в Бонні (а потім в Берліні) Німеччина, куди поїхала разом з чоловіком Дмитром Погоржельським, якого послали кореспондентом до Німеччини. З тих пір в театрі не грала і в кіно не знімалася. Була кореспонденткою газети «Культура» в Німеччині. Пізніше професійно зайнялася фотографією.

## Фільмографія

### Акторка
- 1976 — Ецитони Бурчеллі — Александра
- 1978 — Пізня ягода — Віта Сорока
- 1978 — Кузен Понс
- 1979 — Дефіцит на Мазаєва
- 1979 — Біла тінь — Неля
- 1980 — Друге народження — Маша Стогова
- 1982 — Сімейна справа — Марина Вороніна
- 1985 — Стрибок — Люба Кустова
- 1985 — Несхожа — Віра Харитонівна
- 1985 — Особиста справа судді Іванової — подруга Ольги Миколаївни
- 1986 — Розмах крил — Діна
- 1986 — Попутник
- 1986 — Ваша дочка Олександра
- 1988 — Ешелон — Лариса (внучка Федора Карлича)
- 1991 — Будинок під зоряним небом — Ліза (старша дочка Башкирцева)

## Додаткова інформація
Фотографії Олександри Турган:
- Фотографії Олександри Турган
- Відеокліп Олександри Турган на основі її фотографій[недоступне посилання з липня 2019]

Автобіографія Олександри Турган в статті «Сад стежинок, що розбігаються» для журналу «Інші береги»(рос.)